# Chu (stat)
Chǔ (楚) var ett kungarike i nuvarande mellersta och södra Kina under vår- och höstperioden (722-481 f.Kr.) och de stridande staterna (481-221 f.Kr.). Dess kungafamilj hade efternamnet mi (芈) och klannamnet xiong 熊. Det var ursprungligen av adelsgraden zi, ungefär detsamma som vikomt.
Staten hette från början Jing (荆) och sedan Jingchu (荆楚). På höjden av sin makt omfattade kungariket Chu stora landområden, inklusive de nuvarande provinserna Hunan, Hubei, Chongqing, Henan, Shanghai och delar av Jiangsu. Chus huvudstad var Ying (郢), vid nuvarande Jingzhou, som låg i den nuvarande Hubei-provinsen.

## Historia
Landet Jing beboddes av chufolket. Den tidiga Chustaten styrdes av en aristokrati med starka band till Zhoukungarna, vars huvudstad var Danyang. Innan Zhous makt gick förlorad, överfördes territoriet av kung Cheng av östra Zhou till Xiong Yi.
Under sina tidigaste år var Chu en framgångsrikt expansionistisk och militaristisk stat. Den fick rykte om sig att integrera och absorbera sina allierade. Chu växte från en liten osjälvständig stat till ett stort imperium, som spelade roll i politiken, och fick till och med epitetet att vara en av "De fem överstaterna under vår- och höstperioden" (春秋五霸). Chu konsoliderade först sin makt genom att uppsluka de mindre staterna i sin omedelbara närhet i Hubei; därefter expanderade man norrut, mot Nordkinesiska slätten. Hotet från Chu ledde till att flera nordkinesiska allianser mot Chu och dess allierade bildades; dessa allianser höll framgångsrikt Chu i schack, med sin första stora seger i slaget vid Chengpu.
Kungarikets makt fortsatte även efter slutet på vår- och höstperioden 481 f.Kr. Chu erövrade Cai i norr 447 f.Kr. I slutet av 400-talet f.Kr. hade Chus regering dock blivit väldigt korrumperad och ineffektiv, där mycket av statens inkomster gick åt till en stor byråkrati. Många tjänstemän hade värdelösa uppgifter och var endast en betungande utgift. Chus stora armé var därför av låg kvalitet, på grund av dålig finansiering och underhåll.
I slutet av 390-talet f.Kr. utnämnde kung Dao av Chu (楚悼王) Wu Qi till premiärminister. Wu Qis reformer inleddes 389 f.Kr. och syftade till att göra Chu till en effektiv och mäktig stat, till att börja med genom att sänka tjänstemännens löner och avskeda de onödiga. Han införde också byggnadsstilar, för att få huvudstaden Ying att verka mindre barbarisk. Trots Wu Qis stora impopularitet hos Churegeringen (förutom hos kungen) gjorde hans reformer Chu till en mycket mäktig stat under det tidiga 300-talet f.Kr., när Zhao och Qin var på uppgång. Chus mäktiga armé annekterade staterna Chen och Cai samt besegrade staterna Wei och Yue. Wu Qi blev dock mördad av Chutjänstemän vid kung Daos begravning 381 f.Kr.
Under De stridande staternas tid blev Chu mer och mer pressat av Qin i väster, särskilt efter att Qin hade infört Shang Yangs lagreformer. Chus storlek och makt gjorde den till nyckelstaten i allianserna mot Qin. När Qin expanderade in på Chus territorium tvingades Chu expandera söder- och österut, där man upptog lokala kulturella influenser på vägen. 333 f.Kr. delade och annekterade Chu och Qi kuststaten Yue mellan sig.
Under slutet av De stridande staternas tid (omkring slutet av 300-talet f.Kr.) hade Chus höga status dock börjat sin nedgång. Som resultat av flera invasioner ledda av Zhao och Qin blev Chu så småningom kuvat av Qin.
278 f.Kr., erövrade Qingeneralen Bai Qi Yingdu. Efter Yingdus fall blev Shouchun (i nuvarande Anhuiprovinsen) landets exilhuvudstad.

### Qins erövring av Chu 225-223 f.Kr.

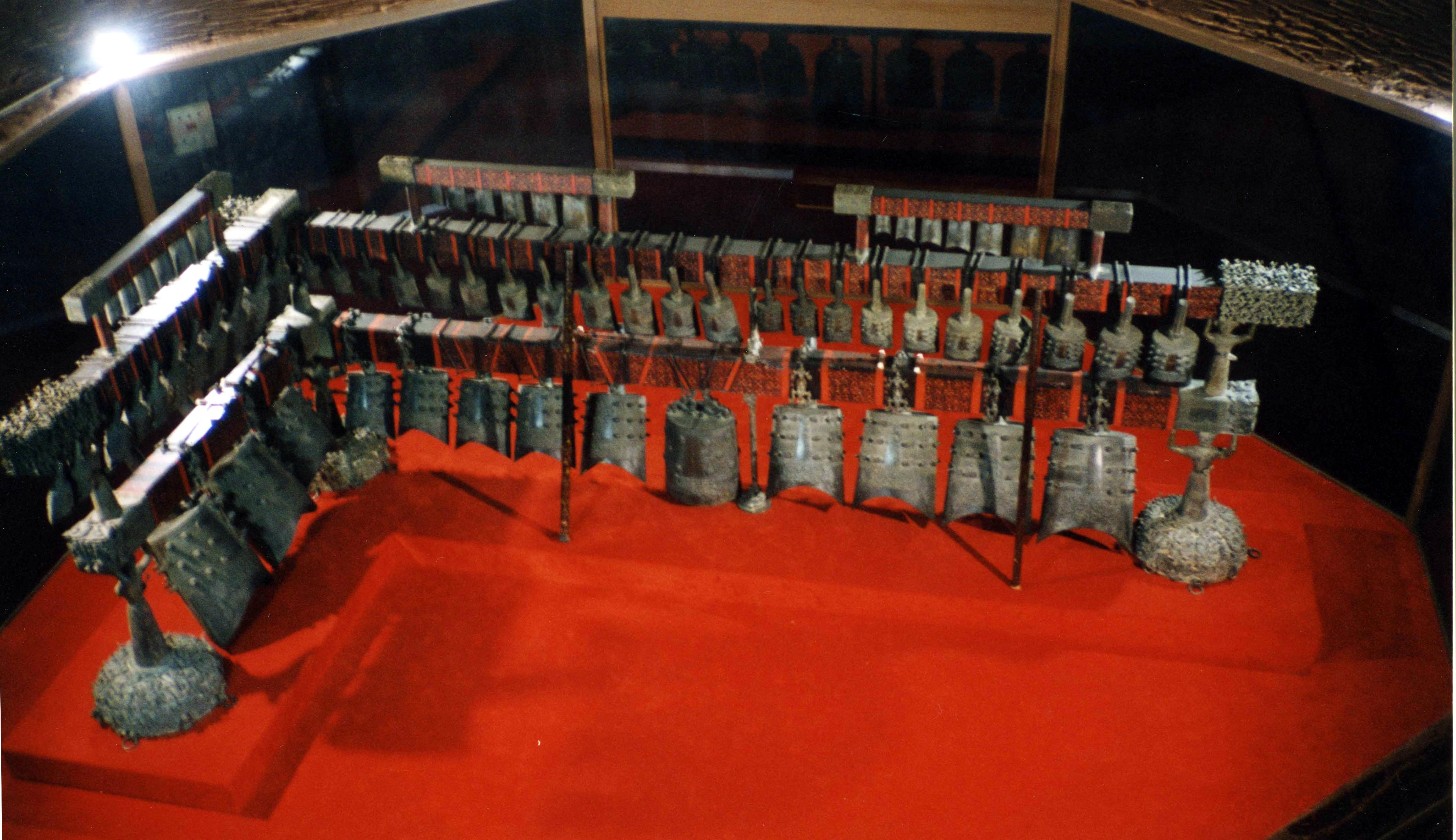
Bronsklockor från Markis Yi av Zengs grav, daterade till 433 f.Kr. från staten Chu.

225 f.Kr. återstod endast tre självständiga kungariken (stater): Chu, Yan och Qi. Chu hade återhämtat sig tillräckligt för att kunna uppbåda hårt motstånd efter sitt svidande nederlag mot Qin 278 f.Kr. och förlusten av sin flera sekel gamla huvudstad Ying (Jingzhou). Trots sin geografiska utbredning, resurser och manskap var Chus stora misstag att det hade en mycket korrumperad regering, som till stor del hade övergett Wu Qis 150-åriga lagreformer, vilka hade gjort Chu till den mäktigaste staten i området och fått den att omfatta nästan hälften av alla staterna runtomkring. Ironiskt nog var Wu Qi från samma stat (Wei) som Shang Yang, vars lagreformer gjorde Qin till en oövervinnelig krigsmaskin vid denna tid.
Kungen av Qin, Ying Zheng, bestämde sig för att först besegra den starkaste staten, Chu. Den första invasionen slutade dock i katastrof, då Qins trupper besegrades av 500.000 Chusoldater i den okända tärrengen i Huaiyang (nuvarande Jiangsu- av Anhuiprovinserna). Qins general Li Xing var vid denna tid oerfaren.
224 f.Kr. återkallades Zhaos berömde erövrare Wang Jian för att leda en andra invasionvåg med 600.000 man. Chus moral hade ökat starkt efter att man hade besegrat den till synes övervinneliga Qinarmén året innan. Chus styrkor nöjde sig med att luta sig tillbaka och endast satsa på försvar, då de trodde, att det var Qins avsikt att belägra Chu. Wang Jian lurade dock Chuarmén genom att få det att se ut, som om han bara lekte i sina befästningar. I hemlighet tränade han dock sina trupper att kämpa på Chus territorium. Efter ett år bestämde sig Chu för att demobilisera på grund av inaktivitet. Wang Jian invaderade vid det bästa tillfället, med full styrka, för att inta Huaiyang och besegra de återstående Chustyrkorna. Chu förlorade initiativet och kunde endast uppbringa lokalt gerillamotstånd tills det var helt erövrat 223 f.Kr. När de var som störst bestod Chus och Qins arméer tillsammans av över 1.000.000 soldater, fler än vid det stora slaget vid Changping mellan Qin och Zhao 35 år tidigare. Man har hittat brev från två meniga Qinsoldater, Hei Fu {黑夫} och Jin {惊}, som berättar om fälttåget i Huaiyang under general Wang Jian. Båda soldaterna skrev brev med böner om förnödenheter (kläder) och pengar hemifrån för att klara av de långa väntetiderna under fälttåget.
Efter att ha besegrat de starka staterna Wei, Han, Zhao och Qi i norr gick Qin mot Chu, eftersom Chus rike var stort med många olika folkgrupper. Qin hade svårt att underhålla trupperna i de stora skogarna, floderna och bergen i södra Kina, särskilt under senare fälttåg, där man ämnade kuva Baiyue. Dessutom strundade folk i de nyligen erövrade Chuområdena de håra Qinlagarna och -styret, som nedtecknades på bamburör av en Qinadministratör i Hubei, Xi{喜}. Eftersom Chu var den sista staten att falla, endast elva år innan Qin Shihuangs död, och slapp uppleva stora massakrer eller förstörelse, var det den ledande staten i upproret mot Qin. Chuinnevånarna ogillade Qins straffarbete och folkliga ballader omtalar Chufamiljernas ledsnad över att deras män tvingades arbeta i den kalla norden, för att bygga kinesiska muren. Så småningom ledde två män från Chu, Liu Bang och Xiang Yu revolutionen med Qin och bekämpade även varandra i Chu-Han-kampen om herraväldet över Kina. Liu Bang segrade och grundade Handynastin, som varade i 400 år.
Chus folk och seder hade stort inflytande på det nya området västra Han. Under Han Wudis tid antogs Chus folkliga kultur och estetik gradvis av Qins centrala regering, för att skapa en särskild och enad "kinesisk" kultur, som märktes väl under östra Hans tid.

## Kultur
Baserat på arkeologiska fynd anser man att Chus kultur till en början var ganska lik de andra Zhoustaternas. Senare absorberade Chukulturen otaliga element, när staten expanderade i söder och öster, vilket gjorde att kulturen utvecklades på ett särskiljande sätt från de norra Zhoustaterna.
Chus tidiga begravningsoffer bestod i huvudsak av bronsfartyg i Zhoustil. Under senare tid innehöll begravningsriterna, särskilt under De stridande staternas tid, mer utpräglade Chuföremål, såsom färgrika lackföremål, järn och silke, medan antalet bronsfartyg minskade.
Ett vanligt Chumotiv var avbildandet av ormar, mystiska drakar, fritt svävande moln och ormliknande varelser. Vissa arkeologer spekulerar i att Chu kan ha haft kulturella band till den försvunna Shangdynastin, eftersom många motiv i Chus konst dök upp tidigare på Shangplatser, såsom avbildandet av gudar med ormsvans.
Den senare Chukulturen är känd för sin förkärlek för schamanistiska ritualer. Chu var också känt för sin särskilda musik; arkeologiska fynd visar att Chus musik var mycket annorlunda jämfört med Zhous musik; Chus var mer åt att använda olika ensembler, såväl som unika instrument; i Chu föredrog man se framför qin, medan man tyckte om båda dessa instrument i de norra Zhoustaterna.
Chu kom ofta i kontakt med andra folk i söder, särskilt staterna Ba, Yue och Yue. Ett otal begravningsplatser och -föremål i Ba- och Yuestil har upptäckts i hela Chus område, parallellt med begravningsplatser och -föremål i Chustil.
Handynastins tidiga härskare romantiserade Chus kultur, vilket ledde till förnyat intresse av flera av dess kulturelement, såsom Chu Ci. Bevis på starkt kulturellt inflytande från Chu under Handynastins tidiga år finns i Mawangdui. Efter Handynastin utvecklade Chu ett oförtjänt rykte att vara en barbarstat; konfuciska vetenskapsmän såg på Chus kultur med avsmak, då de kritiserade dess musik och schamanistiska ritualer.
Chukonsten uppvisar stor variation inom färg och form, särskilt när det gäller lackträarbetena. Röd- och svartfärgat lack användes mest. Sidenvävning fick också hög standard, då man skapade lätta klädesplagg med lätt formgivning. Det finns exempel på dessa saker, bevarade i vattenfyllda gravar (detta bevarade lacksakerna, som lätt flagar i torrt tillstånd) och gravar förseglade med kol och vit lera (vilket bevarade allting mycket väl, eftersom vit lera är mycket tättslutande). Mawangdui är det bästa exemplet på en välförseglad grav.
Som en sydlig stat var Chu nära Wu- och Yueinfluenser. I Chu producerades breda bronssvärd som liknade Wu- och Yuesvärden, men inte var lika detaljerade. Chu använde också det svårlästa skriftspråk, som kallas "fåglar och maskar (鸟虫文}", vilket var vanligt i Wu- och Yuestaterna.
Chu låg i ett område med många floder, så man skapade där ett effektivt båttransportsystem, draget av vagnar. Dessa finns avbildade på bronsföremål med guldinlägg, som rör handelsbestämmelserna kring huvudstaden Ying.

## Berömda personer
- Den kände poeten Qu Yuan kom från Chu. Han var regeringstjänsteman och patriot samt hade propagerat för att alliera sig och slå sig samman med andra stater, för att bekämpa det växande Qins makt, dock utan framgång; han blev förvisad av kungen av Chu. Enligt traditionen blev han, när han fick kännedom om Qins invasion, så ledsen att han begick självmord i floden Miluo. Duanwufestivalen firas till minne av hans död för sitt land.
- Krigarkungen Xiang Yu, även känd som "Västra Chus överherre"; han krossade varenda Qinarmé och var också rival till Handynastins grundare Liu Bang. Han var fruktad på slagfältet, men arrogansen ledde till hans fall.
- Handynastins grundare Liu Bang. Han föddes i grevskapet Pei i nuvarande Xuzhou, som ligger i norra Jiangsu. Han var en intelligent statsman och härskare samt besegrade militärgeniet Xiang Yu genom sin förmåga att attrahera och föra befälet över dugliga generaler och allierade. Efter grundandet av västra Handynastin började intresset för Chukulturen blomstra under Liu Bangs överinseende.